# Pablo Alfaro Armengot
Pablo Alfaro Armengot (Saragossa, Aragó, 24 d'abril de 1969) és un exfutbolista aragonès. Jugava de defensa central i el seu primer equip va ser el Reial Saragossa de la Primera divisió. Posteriorment ha fet d'entrenador de futbol.

## Trajectòria
Format a les categories inferiors del club saragossà, salta al primer equip la campanya 89/90. Les seues bones maneres criden l'atenció del Barça, que l'incorpora la temporada 92/93, però sense massa èxit, per la qual cosa Pablo Alfaro torna a sortir en direcció Santander, on s'està tres temporades.
Després d'una campanya com a matalasser, fitxa pel Mérida i posteriorment per l'Iraklis grec. Tot semblava indicar que amb 31 anys la seua carrera cuejava quan va rebre l'oferta del Sevilla FC. Al Pizjuán va reviscolar i prengué el control de la defensa, formant part d'un dels millors equips sevillistes dels darrers temps. Després de cinc anys de blanc, va fitxar de nou pel Racing de Santander, on es va retirar el 2007, enmig d'una gran ovació d'El Sardinero. Es va fer famós per la seua contundència i agressivitat.
És llicenciat en medicina i comentarista habitual en els partits del Sevilla FC que es retransmeten per televisió en obert.

## Clubs
| Club                | Lliga     | Any       |
| ------------------- | --------- | --------- |
| Real Zaragoza B     | Espanyola | 1988-1989 |
| Reial Saragossa     | Espanyola | 1989-1992 |
| FC Barcelona        | Espanyola | 1992-1993 |
| Racing de Santander | Espanyola | 1993-1996 |
| Atlètic de Madrid   | Espanyola | 1996-1997 |
| Mérida UD           | Espanyola | 1997-2000 |
| Iraklis FC          | Grega     | 2000      |
| Sevilla FC          | Espanyola | 2000-2005 |
| Racing de Santander | Espanyola | 2005-2007 |